# HitmanPro
HitmanPro es un software portable que detecta y elimina el malware y las entradas de registro relacionadas con virus, rootkits, troyanos, gusanos, spyware, adware, rogue software y ransomware.
Los objetos sospechosos son analizados a través de una conexión de internet y posteriormente pueden ser eliminados por HitmanPro.
La compañía detrás de HitmanPro, Surfright, fue adquirida por Sophos en diciembre de 2015.